# بخش پلیزنت (شهرستان هنری، اوهایو)
بخش پلیزنت (به انگلیسی: Pleasant Township) یک منطقهٔ مسکونی در ایالات متحده آمریکا است که در شهرستان هنری، اوهایو واقع شده‌است.
 بخش پلیزنت ۹۳٫۳ کیلومتر مربع مساحت و ۲٬۰۲۶ نفر جمعیت دارد و ۲۲۰ متر بالاتر از سطح دریا واقع شده‌است.